# Toxocnemis cochranei
Toxocnemis cochranei är en skalbaggsart som beskrevs av Dombrow 2002. Toxocnemis cochranei ingår i släktet Toxocnemis och familjen Melolonthidae. Inga underarter finns listade i Catalogue of Life.